# Швајцарски војнички нож
Швајцарски војнички нож је џепни нож или мулти-алат који производи Викторинокс (и од 2005. Венгер). Термин „швајцарски војнички нож” су смислили амерички војници после Другог свјетског рата.
Швајцарски војнички нож је широко познат по веома оштрој оштрици, као и по разним алатима, као што су одвијач, отварач за конзерве и многи други. Ови додаци су смештени у дршци ножа. Дршка је обично црвене боје и карактерише је Виктоноксов или Венгеров крст, или, за потребе швајцарских оружаних снага, грб Швајцарске.
Настао у Ибаху у Швајцарској, швајцарски војнички нож је први пут произведен 1891. године након што је предузеће, Карла Елзенера, које ће касније постати Викторникс, добило уговор за производњу Modell 1890 ножа за потребе швајцарске армије од претходног немачког проивођача. 
Стандардни нож се састоји од:
- већег сечива дужине 70
- мањег сечива дужине 40
- већег одвијача - за вијке са главом до 6  који може послужити и као отварач за пивске флаше као и за бланкирање жица
- мањег одвијача - за вијке до 3 , а служи и као отварач за конзерве
- вадичепа за флаше са плутаним чепом
- металног шиљка дужине 35  за обележавање и бушење рупа

Неке верзије ножа имају и:
- чачкалицу
- пинцету
- тестеру
- турпију
- лупу
- клешта итд.